# Madonna in trono con Bambino, i Santi Tommaso d'Aquino e Agostino e donatori
Madonna in trono con Bambino, i Santi Tommaso d'Aquino e Agostino e donatori (conosciuto anche come Pala Centrego) è un dipinto del pittore veronese Girolamo dai Libri, realizzato con la tecnica della pittura a olio su tela. È la pala dell'altare Centrego nella basilica di Santa Anastasia di Verona.
Si tratta di un'opera giovanile del dai Libri collocabile intorno al 1505, o forse di poco successiva. La critica evidenza chiare ispirazioni alla pala di San Zeno del Mantegna, come la mano di Maria, il festone sopra il trono e la suddivisione degli spazi.
I due devoti raffigurati sono Cosimo Centrego e la moglie Orsolina Cipolla; Cosimo fu il committente dell'altare e lasciò alla moglie, con testamento redatto nel 1488, di continuare la costruzione.